# حمیده برمکی
حمیده برمکی (زادهٔ ۲۸ ژانویه ۱۹۸۰ - درگذشت ۴ ژانویه ۲۰۱۱) نویسنده و یکی از مشهورترین استادان حقوق و فعالین حقوق بشر افغانستان بود. حمیده برمکی با تمام اعضای فامیل خود به تاریخ ۲۸ ژانویه سال ۲۰۱۱ در یک حمله انتحاری در شهر کابل جان خود را از دست داد.

## زندگی مسلکی
حمیده برمکی در ۴ جنوری سال ۱۹۷۰ در شهر کابل به دنیا آمد. بعد از فراغت از دبیرستان (لیسه) آریانا (۱۹۸۷–۱۹۷۷) شامل فاکولته حقوق و علوم سیاسی پوهنتون کابل گردید. نتایج عالی وی امکان انجام وظایف در ساحات قضایی به حیث یکی از اولین زنان برای وی فراهم نمود. به منظور کسب دانش بیشتر در مورد اعمال قانون قبل از بازگشت به عنوان استاد حقوق در پوهنتون کابل(۲۰۱۱–۱۹۹۲)، وی شامل برنامه استاژ لوی څارنوالی در سال ۱۹۹۱–۱۹۹۰ گردید.
در ساحه آکادمیک موضوع مورد علاقه وی مسایل اساسی از قانون مدنی بود. حمیده برمکی متعلق به تعداد معدودی از صاحب نطران افغان بود که مطالعه عمیق در مورد سیستم‌های حقوق اسلام و رومن ژرمنیک که زیربنای منابع ترکیبی قانونی افغانستان را تشکیل می‌دهد، داشتند.
کارهای آکادمیک وی شامل مقالات، کتاب‌های متعدد در زبان دری، از جمله رساله تحت عنوان «ترجمه اساسنامه» پوهنتون کابل، ۲۰۰۲ و رساله ماستری به زبان انگلیسی (پوهنتون بلوگانا، چاپ نشده، ۲۰۰۴) می‌باشد. آخرین اثر اویک کتاب با حجم زیاد تحت عنوان حقوق وجایب، که به همکاری دوستان آکادمیک وی تکمیل خواهد شد، می‌باشد. کارهای آکادمیک حمیده برمکی به هدف درک کامل از دشواری‌های سیستم حقوقی افغانستان است. به این منظور او نه تنها از میتودهای کلاسیک ترجمه قوانین اسلام و اسکولاراستفاده می‌کرد، بلکه باورمند به تحیل و تجریه مقایسه یی حقوقی برای دریافت راه حل به مشکلات موجود در سیستم حقوقی افغانستان بود. وی زبان‌های دری، پشتو، انگلیسی و عربی را فرا گرفته بود. تمام شاگردان و همکاران وی از توانایی تحلیلی، حوصله مندی و رفتار دوستانه وی با هرکس، تحسین و تقدیر می‌کنند.
برعلاوه درجه لیسانس از فاکولته حقوق و علوم سیاسی، پروفیسور برمکی درجه ماستری را در رشته توسعه، نوآوری و تغیر از پوهنتون بلوگانا، ایتالیا بدست آورد. در ۲ دسامبر سال ۲۰۱۰ وی اسکالرشیپ دوکتورا را از انستیتوت حقوق مقایسوی و حقوق بین‌الملل خصوصی ماکس پلانک در هامبورگ جرمنی بدست آورد.
اولین برنامه ماستری حقوق در پوهنتون کابل که در آینده نزدیک آغاز خواهد شد، یکی از مهم‌ترین میراث‌های حمیده برمکی برای فاکولته حقوق جای که وی تا سال ۲۰۱۱ درآنجا آموزش دیده بود، می‌باشد. حمیده برمکی این برنامه را یک فرصت عالی برای انکشاف نخبگان و حقوقدانان ممتاز در داخل کشور می‌دید و تمام بازیگران را متقاعد ساخت تا برای تحقق آن تلاش‌های لازم و مشترک به خرچ دهند.

## زندگی سیاسی
برعلاوه کارهای آکادمیک، حمیده برمکی از سن بسیار خورد متعهد به حقوق بشر بود. قبلاً به عنوان یک گوینده نوجوان در رادیو تلویزیون ملی افغانستان (۱۹۸۵–۱۹۸۷) علاقه خاص برای توسعه حقوق و منافع خاص زنان داشت. در اوسط جنگ‌های داخلی یک مقاله تحت عنوان «نقش زنان در بازسازی اجتماعی افغانستان» نوشت. (جزوه، افغانستان … فردا، ۱۹۹۳). از آن به بعد او مسایل غیر خشونت‌آمیز، مبارزه و تلاش شدید سیاسی برای حقوق اقشارآسیب پذیر جامعه افغانستان را در ترکیب کارهای آکادمیک خود شامل نمود. بعد از سقوط طالبان وی توانست تا در جامعه کار نموده و بلافاصله به موقعیت مربوطه خود منصوب شود. در این میان وی به عنوان یکی از اعضای شورای زنان پوهنتون کابل، به عنوان نماینده در لویه جرگه اضطراری (۲۰۰۲) و جرگه صلح (۲۰۰۹) خدمت کرده بود. او در سال ۲۰۰۹ سازمان حقوق بشر خویش (مؤسسه خدمات حقوقی خراسان) را تأسیس نمود. هدف اساسی مؤسسه خدمات حقوقی خراسان افزایش آگاهی شهروندان از حقوق شان و ارائه خدمات رایگان حقوقی به زنان و سایر گروه‌های به انزوا کشانیده شده، بود. ۳ در همان سال نام او توسط دفتر ریاست جمهوری به عنوان وزیر ممکن ذکر شده بود.
از مارچ سال ۲۰۰۸ تا وفات، حمیده برمکی به حیث نماینده کشوری انستیتوت ماکس پلانک برای حقوق بین‌المللی و حقوق مقایسوی عامه که یک انستیتوت تحقیقاتی کشور آلمان با فعالیت‌های گسترده در حمایت از نهادهای عدلی قضایی و پوهنتون‌ها افغانستان می‌باشد، ایفای وظیفه نموده‌است. ۵ همراه با تیم از محققان افغان و آلمان وی مبتکر اجرا و تطبیق پروژه‌ها، به هدف تقویت نهادهای قضایی کشور، به خصوص ستره محکمه، توسعه فرهنگ علمی حقوقی در سطح بین‌المللی و بهبود قوانین موجود در افغانستان بوده‌است.
وظایف دیگر همآهنگ‌کننده پروژه انستیتوت حقوق بین‌المللی لس پور (ایپک)، رئیس دیپارتمنت حقوق و علوم سیاسی مرکز پالیسی تحقیقاتی ملی بایگانی‌شده  در ۱۶ دسامبر ۲۰۲۰ توسط Wayback Machine پوهنتون کابل(۲۰۰۶–۲۰۰۸)، مشاور حقوقی واحد ارزیابی و تحقیقاتی افغانستان (ای آر ای یو) (۲۰۰۶)، مدیر برنامه آگاهی زنان از حقوق اسلام ،(بنیاد آسیا)(۲۰۰۴)، مدیر برنامه‌های شورای زنان حقوقدان(۲۰۰۳–۲۰۰۴)، عضو کمیسیون قانون و جندر (یونیفم) (۲۰۰۳–۲۰۰۴)، و معاون پوهنځی حقوق و علوم سیاسی پوهنتون کابل(۲۰۰۲).

## کمیشنر حقوق اطفال در کمیسیون حقوق بشر افغانستان
حمیده برمکی در سال ۲۰۰۹ با حفظ مسوولیت‌های خود در انستیتوت ماکس پلانک، به حیث کمیشنر حقوق اطفال در کمیسیون مستقل حقوق بشر افغانستان انتخاب گردید. با موقعیت جدید خود او نه تنها در داخل کشور بلکه از شهرت گسترده به سطح بین‌المللی برخوردار گردید.
حمیده برمکی عمیقاً در مورد آسیب‌پذیری اطفال در کشور جنگ زده افغانستان نگران بود. به ولایات مختلف سفر نموده تا با کارمندان کمیسیون حقوق بشر مشوره نموده و قضایا را تحقیق نماید، پژوهش‌ها را راه اندازی نموده و به‌طور آشکارا از دولت انتقاد نمود یکی از نتایج مطالعات نشاندهنده افزایش روزافزون سوء استفاده از اطفال به بود. بلافاصله بعد از انتشار آن، حمیده برمکی اولین کار مشترک بین انستیتوت ماکس پلانک و کمیسیون مستقل حقوق بشر افغانستان را که برگزاری ورکشاپ در رابطه به حقوق زن و کودک ه بود، در یکی از مناطق افغانستان آغاز کرد. کار او برای پایان دادن به استخدام اطفال توسط پولیس و سوء استفاده جنسی از کودکان توسط مقامات نظامی]، بسیار مؤثر بود. در همین حال، مبارزه وی در برابر استخدام اطفال زیر سن قانونی توسط نیروهای امنیتی که بیشتر مورد آزار و اذیت قرار میگیرفتند و همچنان عمل سوءاستفاده جنسی از بچه‌ها بسیار مؤثر تمام شد. حمیده برمکی همچنان در مورد ازدواج اطفال بسیار نگران بود. یک روز بعد از فوت وی قرار بود تا تفاهم نامه به ستره محکمه به منظور حمایت از حقوق دختران به امضا برساند. حمیده برمکی در بحث‌های جاری در رابطه به قوانین عرفی در نظام قضایی کشور، موضع روشن اختیار نموده بود. براساس تجارب خود در بسیاری قضایا، او به شدت از نظام قضایی مدرن به سیستم اروپا، تا زمان که جنگ مدنی وجود داشته باشد، حمایت می‌کرد و مخالف رسمی شدن نهادهای سنتی و اشکال حل تعارضات مانند جرگه پشتون که معروف به چشم پوشی از حقوق بشر به خصوص حقوق اطفال و زنان است، بود.

## وفات و بزرگداشت
در تاریخ ۲۸ ژانویه سال ۲۰۱۱، حمیده برمکی، شوهر او مسعود یما (۱۹۶۵) طب در شفاخانه سردار محمد داود خان و کارمند وزارت مالیه همرای با چهار فرزند شان، نارون دنیا(۱۹۹۷)، ویرا سحر(۱۹۹۸)، مرغنا نیله(۲۰۰۰) و احمد بلال(۲۰۰۷) در یک حمله انتحار در فاینست سوپر مارکیت در شهر کابل جانهای خود را از دست دادند. حداقل هشت تن دیگر نیز در این حادثه جان باختند. یکی از آن‌ها ناجیه دختر صدیق‌الله صالح، قاضی جوان کشور بود. او در سال ۲۰۰۹ یکی از شاگردان کورس استاژ قضایی که از طرف انستیتوت ماکس پلانک توسط حمیده برمکی به حیث همآهنگ‌کننده و به حمایت ستره محکمه دایر می‌گردد، بود. حزب اسلامی و همچنین طالبان که ممکن مربوط به یا کدام شبکه تروریستی دیگر باشد، مسوولیت این حمله را بدوش گرفته‌است. حمله به‌طور غیرقابل انتظار اتفاق افتاد، زیرا این چنین حملات در روزهای رخصتی به ندرت اتفاق می‌افتد. تصور بر این است که انتحارکننده قصد کشتن یکی از مقامات عالی‌رتبه را داشته، ولی زمانی‌که در پلان اول خود ناکام گردید، سوپر مارکیت را به‌طور تصادفی انتخاب نموده بود. مفسران این واقعیت را که دولت افغانستان به‌طور آشکارا مشغول مذاکرات صلح با سازمان که مسوولیت عمل خشونت‌آمیز علیه غیر نظامیان را گرفته‌است، به شدت انتقاد می‌کنند.
حمیده برمکی، والدین خود رحم الدین خان و انیسه، چهار خواهر و چهار برادر، مادر شوهر خود محبوبه حقوقمل یکی از مشهورترین سناتوران سابقه کشور و همچنین عضو کمیسیون قانون اساسی، را تنها گذاشت. بیشتر از دو هزار تن از دوستان و همکاران او در مراسم به خاک سپاری شان به تاریخ ۲۹ جنوری ۲۰۱۱ در شهدای صالحین، اشتراک کرده بودند. بیشتر از ده هزار نفر مراتب احترام و تسلیت شان را در مراسم فاتحه خوانی شان در مسجد جامع ایدگاه و سالون فاتحه خوانی زنانه در شهر نو، ابراز داشتند.
کمیسیون مستقل حقوق بشر افغانستان عزاداری را به تاریخ اول فبروری سال ۲۰۱۱ سازمان داده بود. ۱۴ برای زنده نگهداشتن یاد حمیده برمکی به حیث یک شخصیت آکادمیک و بین‌المللی، ریاست فاکولته حقوق و علوم سیاسی و انستیتوت ماکس پلانک به‌طور مشترک قرار است را ایجاد نمایند. هر دو جانب پلان ایجاد یک منار یادبود را برای حمیده برمکی در ساحه پوهنتون کابل طرح‌ریزی کرده‌اند.
مؤسسه غیر حکومت و انتفاعی تحت عنوان " مؤسسه حمیده برمکی برای حاکمیت قانون" توسط بعضی از همکاران نزدیک با وی در کابل تأسیس شد. که این مؤسسه بپاس ارج گذاشتن به خدمات وی در تعهد به تحکیم قانون و حقوق بشر به اسم وی مسما شد. قابل الذکر است که این مؤسسه بتاریخ ۲۶ ژوئیه ۲۰۱۳ تحت شماره ۲۹۹۱ در وزارت اقتصاد جمهوری اسلام افغانستان ثبت گردیده‌است. افزون بر آن بنیاد ماکس پلانک برای صلح بین‌المللی و حاکمیت قانون برنامه آکادمیک را به اسم وی مسما گردانید که هدف آن اعطای بورسیه دکتورا برای حقوق دانان و پروفسوران رشته حقوق در افغانستان می‌باشد. از بطن تأسیس آن، این مؤسسه با بنیاد ماکس پلانک همکار است.

## انتشارات برگزیده
۱-حقوق وجایب (کتاب درسی- پوهنتون کابل)۲۰۰۸
۲- عوامل بی‌ثباتی سیاسی و راه‌های ممکن برای بهبود آن در افغانستان (مرکز ملی پالیسی تحقیقاتی – پوهنتون کابل)۲۰۰۸–۲۰۰۷
۳- حقوق زن در اسلام و اساسنامه افغانستان (رساله، منتشر شده درجون سال ۲۰۰۶، توسط بنیاد آسیا، کابل)۲۰۰۶
۴- نقش زنان در بازسازی افغانستان، ادغام زنان در بازار کار، وضعیت در تبعید و توسعه…(تیزس ماستری، پوهنتون بلوگانا، ایتالیا)۲۰۰۵
۵- حقوق سیاسی زن در اسلام (مقاله، منتشر شده در مجله حقوق، پوهنڅی حقوق و علوم سیاسی) ۲۰۰۷
۶- رشوه و عوامل افزایش آن (مقاله، منتشر شده در مجله عدالت، وزارت عدلیه)۲۰۰۶
۷- قراردادهای انفرادی (مقاله، منتشر شده در مجله حقوق، پوهنڅی حقوق و علوم سیاسی)۲۰۰۶
۸- خشونت علیه زن (مقاله، منتشر شده در مجله حقوق بشر، کابل)۲۰۰۴
۹- اصطلاحات سیاسی قانون اساسی و موافقت نامه بن (مرکز ملی پالیسی تحقیقاتی – پوهنتون کابل)۲۰۰۴
۱۰- تعدد زوجات (مقاله، منتشر شده در مجله حقوق بشر، کابل)۲۰۰۴
۱۱- حقوق سیاسی زنان افغان (مقاله، منتشر شده در مجله حقوق بشر، کابل)۲۰۰۴
۱۲- روش‌های صلح‌آمیز برای حل اختلافات (مقاله، نشر شده در مجله آی سی آر سی، کابل- افغانستان)۲۰۰۳
۱۳- ترجمه اساسنامه (تیزس علمی، نشر شده توسط پوهنتون کابل)۲۰۰۲
۱۴- نقش زن در بازسازی اجتماعی افغانستان (نشر شده در جزوه افغانستانی فردا)۱۹۹۳
۱۵- راه زنی در تحقیقات جنایی (مقاله علمی، نشر شده توسط پوهنتون کابل)۱۹۹۱